# Swertia albomarginata
Swertia albomarginata là một loài thực vật có hoa trong họ Long đởm. Loài này được Kuntze miêu tả khoa học đầu tiên năm 1891.